# Шаноа (Мозел)
Шаноа (фр. Chenois) насеље је и општина у североисточној Француској у региону Лорена, у департману Мозел која припада префектури Шато Сален.
По подацима из 2011. године у општини је живело 65 становника, а густина насељености је износила 17,96 становника/km². Општина се простире на површини од 3,62 km². Налази се на средњој надморској висини од 315 метара (максималној 311 m, а минималној 226 m).

## Демографија
| 1962. | 1968. | 1975. | 1982. | 1990. | 1999. | 2011. |
| ----- | ----- | ----- | ----- | ----- | ----- | ----- |
| 35    | 57    | 59    | 58    | 66    | 53    | 65    |

График промене броја становника у току последњих година